# Marjorie Jackson-Nelson

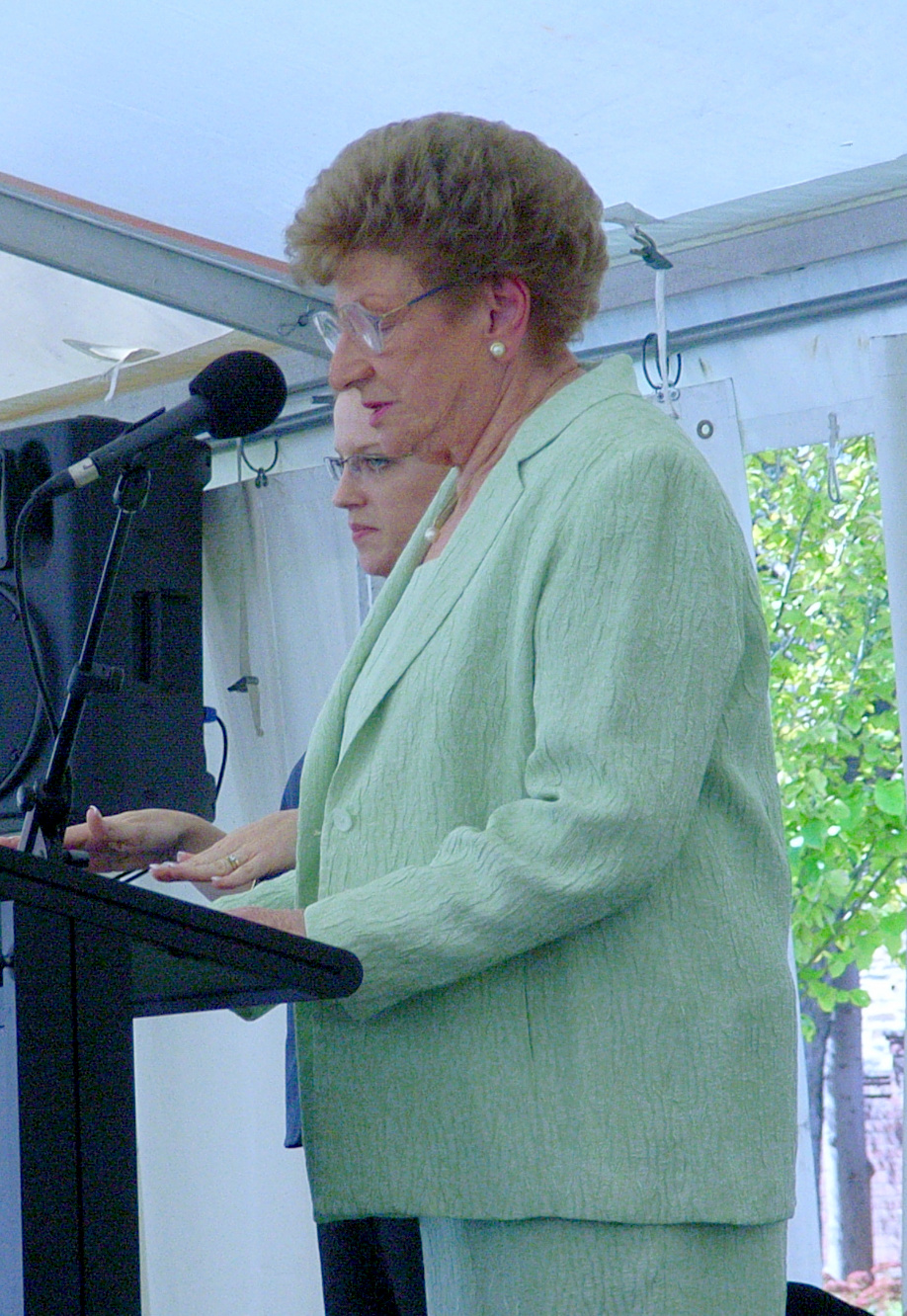
Marjorie Jackson-Nelson im April 2007

Marjorie Jackson-Nelson, geborene Jackson (* 13. September 1931 in Coffs Harbour), AC, CVO, MBE, ist eine ehemalige australische Leichtathletin und Olympiasiegerin. Von 2001 bis 2007 war sie Gouverneurin des australischen Bundesstaates South Australia.

## Biografie
Jackson wurde international erstmals bekannt, als sie 1949 bei einigen Sprintrennen die mehrfache Olympiasiegerin Fanny Blankers-Koen schlug. Sie erhielt den Übernamen „Lithgow Flash“ (Blitz von Lithgow, nach ihrem Wohnort in New South Wales).
Nachdem sie vier Titel bei den British Empire Games 1950 gewonnen hatte, war sie bei den Olympischen Spielen 1952 in Helsinki die große Favoritin. Sie erfüllte die Erwartungen und gewann sowohl über 100 Meter als auch über 200 Meter. Vielleicht hätte sie noch eine dritte Goldmedaille gewonnen, doch die australische 4-mal-100-Meter-Staffel patzte bei der Stabübergabe. Aufgrund ihrer Leistungen wurde Jackson zur Sportlerin des Jahres gewählt.
Zwischen 1950 und 1954 gewann Jackson sämtliche australische Meistertitel über 100 Yards, 100 Meter, 220 Yards und 200 Meter. Insgesamt stellte sie zehn Weltrekorde auf.
Marjorie Jackson heiratete 1953 den australischen Radrennfahrer Peter Nelson und trat ein Jahr später vom Spitzensport zurück. 1977 starb ihr Ehemann an Leukämie. Jackson-Nelson gründete daraufhin in seinem Namen eine Stiftung, welche die Leukämieforschung unterstützt. Jackson-Nelson war darüber hinaus mehrere Jahre lang Sportfunktionärin.
Am 3. November 2001 wurde Jackson-Nelson zur Gouverneurin von South Australia ernannt. Dieses Amt übte sie bis zum 8. August 2007 aus.

## Ehrungen
1953 wurde sie als Member of the Order of the British Empire (MBE) ausgezeichnet. 
1998 gab die australische Post eine Briefmarkenserie mit „olympischen Helden“ aus, unter ihnen auch Jackson-Nelson. Bei den Olympischen Spielen 2000 in Sydney trug sie – zusammen mit sieben anderen ehemaligen Sportgrößen – während der Eröffnungsfeier die olympische Flagge ins Stadion. 
Anlässlich ihrer bevorstehenden Ernennung zur Gouverneurin wurde sie 2001 Companion of the Order of Australia (AC). 2002 verlieh ihr Elisabeth II. bei ihrem Australienbesuch den Royal Victorian Order (CVO).
2007 wurde bekanntgegeben, dass sie den Olympischen Orden erhalten wird. Dieser wurde ihr im Jahr darauf bei den Olympischen Spielen in Peking überreicht.
2013 wurde sie in die IAAF Hall of Fame aufgenommen.